# Mikaela Hoover

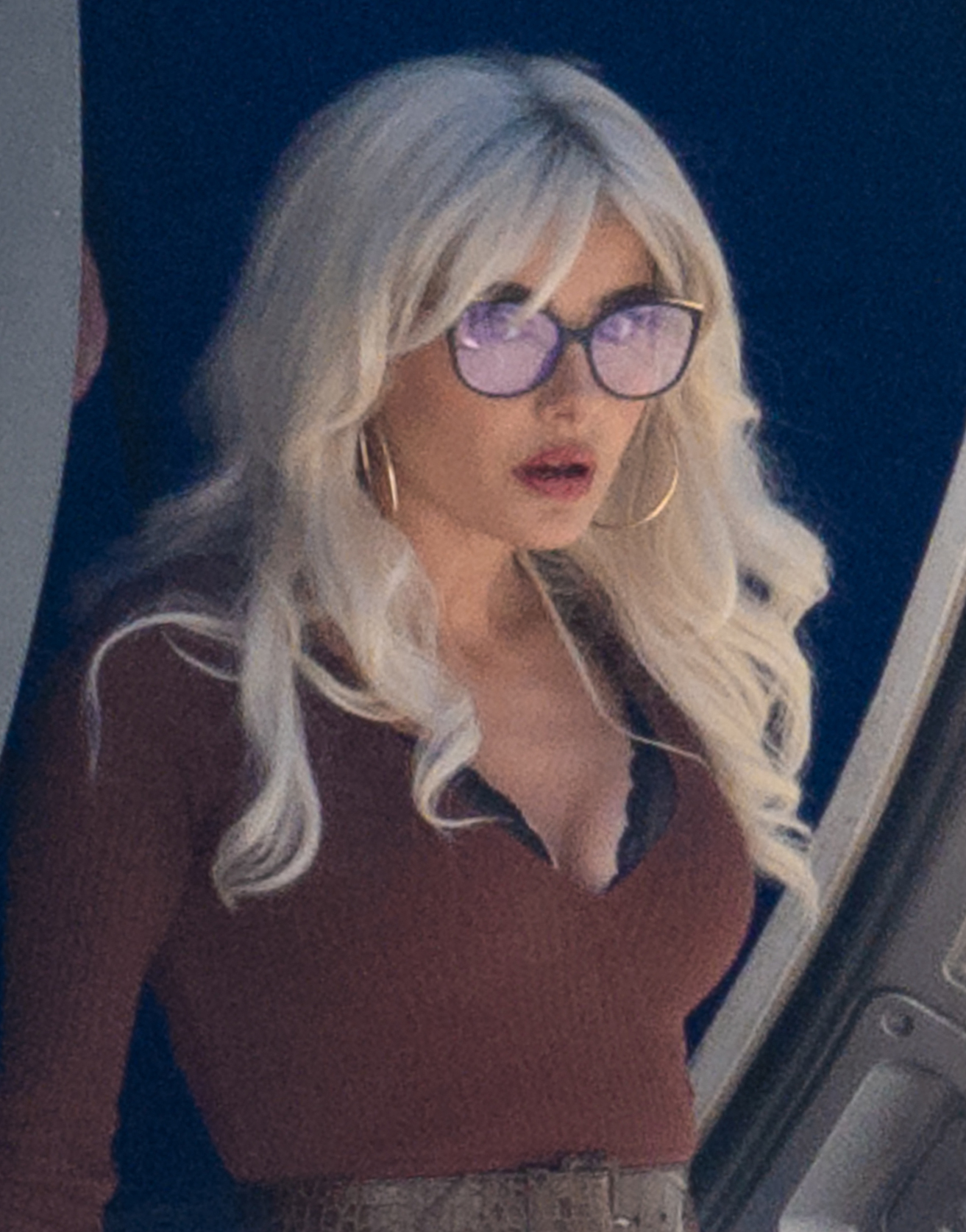
Hoover jako Cat Grant na planie filmu Superman (2024)

Mikaela Hoover (ur. 12 lipca 1984 w Spokane) – amerykańska aktorka, która grała w Strażnikach Galaktyki vol. 3 (2023) i Supermanie (2025).

## Filmografia

### Filmy
| Rok  | Tytuł                                         | Rola                  | Uwagi        |
| ---- | --------------------------------------------- | --------------------- | ------------ |
| 2007 | Frank                                         | Heather               |              |
| 2009 | Lost Dream                                    | Mackenzie             |              |
| 2010 | Super                                         | Holly                 |              |
| 2014 | Strażnicy Galaktyki (Guardians Of The Galaxy) | asystentka Novy Prime |              |
| 2014 | Back in the Day                               | Tifficult             |              |
| 2014 | Rozegraj to na luzie                          | Lacey                 |              |
| 2016 | Eksperyment Belko (The Belko Experiment)      | Raziya Memarian       |              |
| 2019 | Airplane Mode                                 | Claire                |              |
| 2020 | Randki od święta (Holidate)                   | Annie                 |              |
| 2020 | Guest House                                   | Taylor                |              |
| 2021 | Legion samobójców: The Suicide Squad          | Camila                |              |
| 2021 | Miłosna pułapka (Love Hard)                   | Chelsea               |              |
| 2023 | Strażnicy Galaktyki vol. 3                    | Plece (oryg. Floor)   | głos i mocap |
| 2023 | Zero Hour                                     | Ida                   |              |
| 2025 | Superman                                      | Cat Grant             |              |

### Telewizja
| Rok  | Tytuł                                    | Rola                | Uwagi   |
| ---- | ---------------------------------------- | ------------------- | ------- |
| 2006 | SamHas7Friends                           | Cami                | serial  |
| 2008 | Casanovas                                | Actress #1          | 1 odc.  |
| 2008 | Sorority Forever                         | Madison Westerbrook | 33 odc. |
| 2008 | Sparky & Mikaela                         | Mikaela             | 1 odc.  |
| 2008 | Humanzee!                                | Margo               | 1 odc.  |
| 2009 | PG Porn                                  | Julie               | 1 odc.  |
| 2010 | Team Unicorn                             | Jenna               | 1 odc.  |
| 2010 | Jak poznałem waszą matkę                 | Stacey              | 1 odc.  |
| 2011 | Happy Endings                            | Jackie              | 2 odc.  |
| 2012 | Jeden gniewny Charlie                    | Daytona             | 2 odc.  |
| 2013 | Dwóch i pół                              | Morgan              | 1 odc.  |
| 2013 | Wirtualna liga (The League)              | Taco's Girl         | 1 odc.  |
| 2014 | Saint George                             | Chloe               | 1 odc.  |
| 2014 | Cuz-Bros                                 | Karissa             | film TV |
| 2017 | Dwie spłukane dziewczyny (2 Broke Girls) | Jessica             | 1 odc.  |
| 2017 | Lucyfer                                  | Ester               | 1 odc.  |
| 2017 | The Guest Book                           | Bethany             | 1 odc.  |